# 앵거스 킹

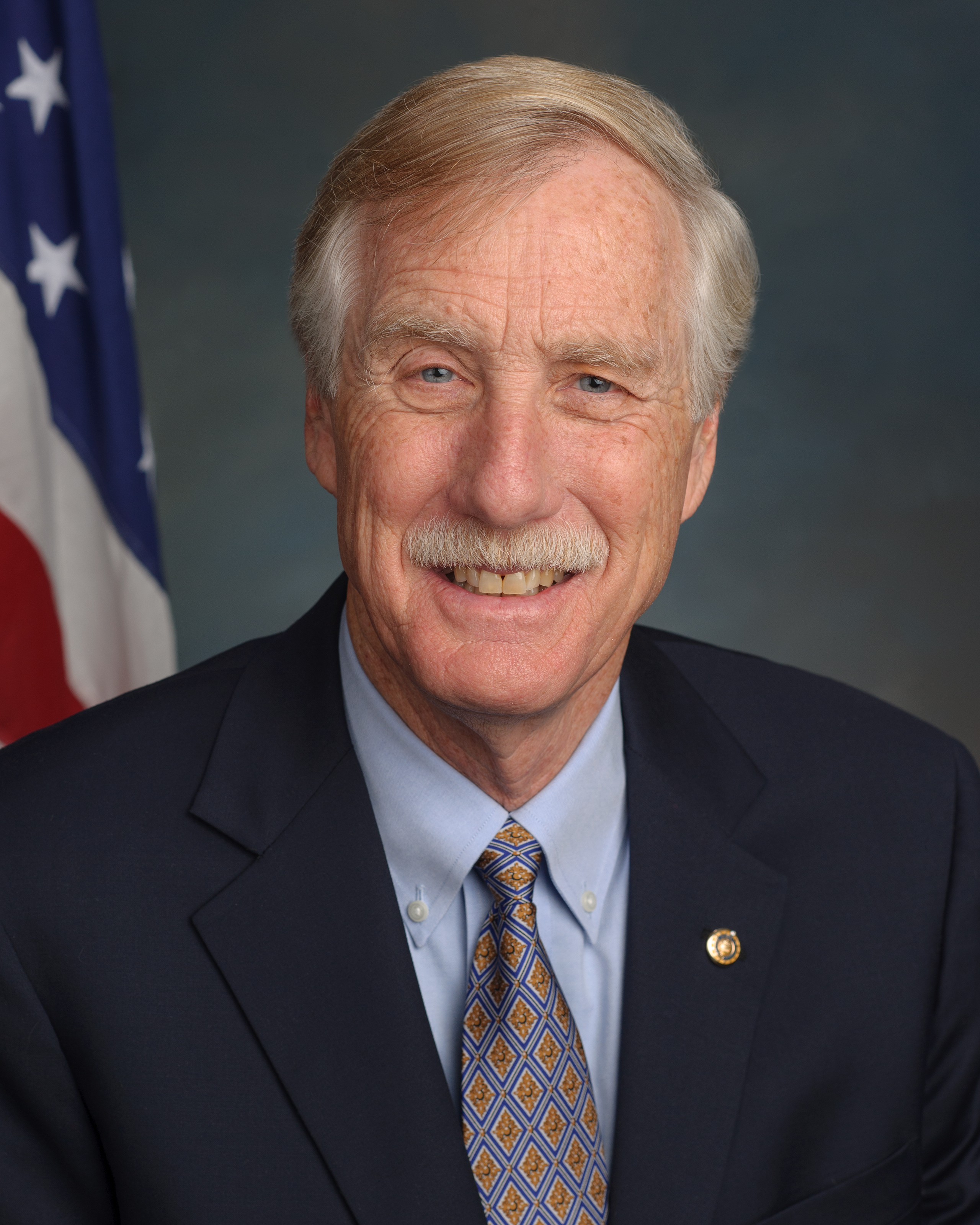
공식 초상(2013년)

앵거스 스탠리 킹 주니어(영어: Angus Stanley King, Jr., 1944년 3월 31일~)는 미국의 정치인이다. 1995년부터 2003년까지 메인주의 주지사를 지낸 후 2012년 연방 상원의원에 당선되었다. 무소속이지만 자유주의 성향이 강하며, 주로 민주당과 공조하고 있다.

## 생애
앵거스 킹은 1944년 3월 31일에 버지니아주 알렉산드리아에서 태어났다. 아버지 앵거스 킹 시니어는 알렉산드리아에서 주로 활동하는 변호사였다. 유년 시절을 대부분 메인주에서 보냈으며 1966년에 다트머스 대학교를 졸업한 후 1969년에 버지니아 대학교 법대를 졸업하였다. 이후 메인 주로 돌아와 브런즈윅에서 변호사를 하였다. 변호사를 하면서 킹은 당시 상원의원이었던 윌리엄 해서웨이 자문을 맡았으며 지방 방송 프로그램에 정기 출연해 메인주 내에서 알려졌다. 1989년에는 북동부 에너지 경영 주식회사를 설립하면서 환경 에너지 사업에 뛰어들었다.
1993년에 주지사 출마를 선언하였다. 킹은 민주당으로 들어가지 않고 무소속으로 독자 출마를 결정하였다. 상대 후보는 당시 주지사였던 존 R. 매커넌 밑에서 주 장관을 지냈으며, 뒷날 상원의원이 되는 수전 콜린스와 전 주지사였던 조지프 E. 브래넌, 그리고 환경운동가 조너선 카터였다. 킹은 환경 친화정책과 복지 향상, 교육 예산 확대를 공약으로 내세웠다. 4파전으로 치열한 선거 운동이 이어지자 콜린스는 킹이 브래넌을 경선에서 이길 자신이 없어 독자 출마한, 사실상 민주당 후보라고 공격하였다. 선거 결과 킹은 35%를 얻어, 34%를 얻은 브래넌을 꺾고 승리하였다. 표차는 7,800여 표밖에 나지 않았다.
킹은 그 당시 제시 벤투라와 함께 미국에서 양당에 소속되지 않은 두 명의 주지사였다. 주지사로 지내는 동안 주내 모든 학교 학생들에게 랩톱 컴퓨터를 제공하는 정책을 추진하였으며, 또한 모든 학교 직원들의 지문 확인을 하였다. 이런 정책은 때로 논란을 일으켰지만, 1998년에 주지사에 압도적으로 재선되었다. 킹은 59%를 얻어 2위 후보와 40% 차가 났는데, 이는 1982년 선거 이후 가장 높은 득표율이었다. 2003년 퇴임한 이후 가족과 함께 미국 일주 여행을 하였으며, 이후 보든 대학교 교수로 위촉되어 '리더와 리더십'에 관한 강의를 하였다. 2009년에는 베이츠 대학교에서 같은 주제로 강의하였다.
2012년에 현역 상원의원이었던 올림피아 스노가 재선 불출마를 선언하자 상원의원 출마를 선언해 9년 만에 정계로 돌아왔다. 선거 결과 53%를 얻어 공화당의 찰리 서머스와 민주당의 신디아 딜을 꺾고 승리하였다. 그 주에 킹은 민주당과 공조할 것을 발표하였다. 2014년 상원의원 선거에서 의회 주도권이 공화당으로 넘어가면서 어디 편에 설지 관심이 쏠리자, 계속 민주당과 공조하겠다고 발표하였다. 그해 선거에서 예전에 그를 공격했던 콜린스를 지지했으며, 같이 시행된 주지사 선거에서는 무소속인 엘리어트 커틀러를 지지하였지만 이후 민주당의 마이크 미수드로 지지를 바꿨다. 한편 뉴햄프셔주 선거에서 진 셰힌을 지지하였다.

## 역대 선거 결과
| 선거명      | 직책명                | 대수  | 정당   | 득표율 | 득표수    | 결과 | 당락                 |
| ----------- | --------------------- | ----- | ------ | ------ | --------- | ---- | -------------------- |
| 1994년 선거 | 메인 주지사           | 72대  | 무소속 | 35.38% | 180,829표 | 1위  | 메인 주지사 당선     |
| 1998년 선거 | 메인 주지사           | 72대  | 무소속 | 58.61% | 246,772표 | 1위  | 메인 주지사 당선     |
| 2012년 선거 | 상원의원 (메인 제1부) | 113대 | 무소속 | 52.90% | 370,580표 | 1위  | 메인주 상원의원 당선 |
| 2018년 선거 | 상원의원 (메인 제1부) | 116대 | 무소속 | 54.31% | 344,575표 | 1위  | 메인주 상원의원 당선 |
| 2024년 선거 | 상원의원 (메인 제1부) | 119대 | 무소속 | 52.06% | 427,331표 | 1위  | 메인주 상원의원 당선 |